# Stanislava Dufková
Stanislava Dufková (* 5. února 1947, Mladá Boleslav) je novinářka, rozhlasová redaktorka a moderátorka.

## Vzdělání a činnost v rozhlase
Vystudovala Střední zemědělskou školu v Poděbradech a Vysokou školu zemědělskou v Praze. Profesionálně začínala v Československém rozhlase ve Vysílání pro ženy, po sametové revoluci byla redaktorkou Hovorů z Lán, které vedla s prezidentem Václavem Havlem. Dlouhé roky rovněž provázela pořadem Českého rozhlasu Host do domu. Po odchodu do penze nechávala hrát lidem Písničky od srdce. V době pandemie připravila vysílání Cvičíme se Stáňou Dufkovou.